# Maatemmer
De Maatemmer (Engels: Chum Bucket) is een fictief restaurant in de animatieserie SpongeBob SquarePants. De eigenaar van de Maatemmer is Sheldon Plankton. De Maatemmer is veel minder succesvol dan de Krokante Krab, die tegenover de Maatemmer staat.
Plankton probeert regelmatig klanten te trekken, vaak op een agressieve manier.
Er heerst een concurrentie tussen de twee restaurants.

## Menu
Bijna alles wat geserveerd wordt in de Maatemmer begint met het woord maat. Het menu van de maatemmer bestaat uit:
- maat Burger
- maat Frietjes
- maat Shake
- maat op een stokje
- maatbalaya
- maat Chili
- maat Taart
- Chubby Joes
- maat Kaas

## Oud werknemers
- Spongebob Squarepants - Aangenomen nadat Eugene Krabs hem vergokte tijdens een kaartspel. Later kreeg Eugene Krabs hem weer terug samen met $50 omdat Plankton zich aan hem ergerde.
- Patrick Ster - Hij werd vijf minuten voor de Fry Cook Games aangenomen. Aan het eind van de Fry Cook Games nam hij ontslag. Hij was ook een bezorger in SpongeBob SquarePants: Revenge of the Flying Dutchman. Ook heeft hij er één aflevering gewerkt waarin hij de slogans bedacht.